# Ifem Onuora
Ifem Onuora (né le 28 juillet 1967 à Glasgow) est un footballeur écossais.

## Carrière de joueur
- 1989-1994 :  Hudderfield Town
- 1994-1996 :  Mansfield Town
- 1996-mars 1998 :  Gillingham FC
- mars 1998-jan. 2000 :  Swindon Town
- jan. 2000-2002 :  Gillingham FC
- 2002-2003 :  Sheffield United
  - août 2003-sep. 2003 :  Wycombe Wanderers (prêt)
- 2003-fév. 2004 :  Grimsby Town
- fév. 2004-mars 2004 :  Tranmere Rovers
- mars 2004-2004 :  Hudderfield Town

## Carrière d'entraineur
- sep. 2005-2006 :  Swindon Town
- 2007-oct. 2007 :  Gillingham FC
- 2008 :  Lincoln City
- juin 2010-avr. 2011 :  équipe nationale éthiopienne